# Mombello (Limbiate)
Mombello è una frazione del comune italiano di Limbiate in provincia di Monza e della Brianza, posta a nord rispetto al centro cittadino, al confine con Bovisio Masciago. Gode di una posizione sopraelevata, occupando la prima vera collina (altitudine 209m), che si incontra provenendo da Milano in direzione di Como. Nella zona del milanese è nota soprattutto per essere stata sede del manicomio provinciale.

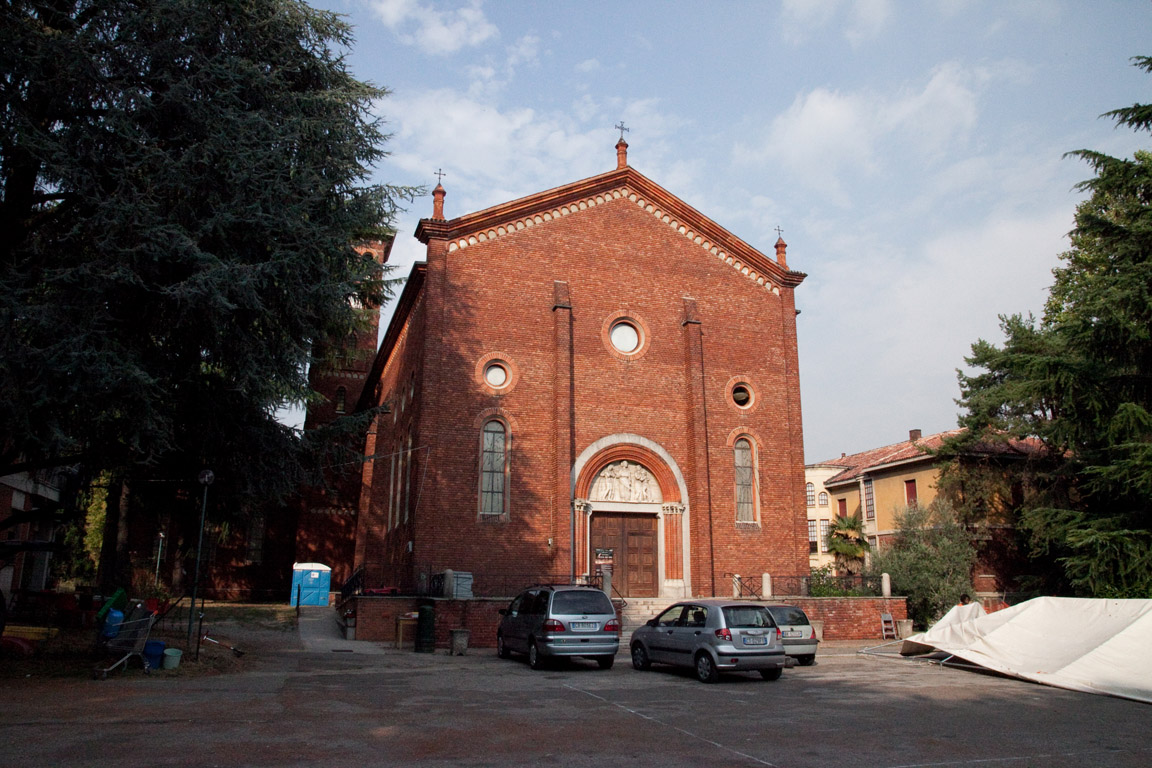
Chiesa di Sant'Ambrogio a Mombello

## Origine del nome
Per quanto riguarda l'origine del toponimo, Mombell in dialetto milanese classico, AFI: [ˌmumˈbɛl], si suppone che il nome sia da attribuirsi alla leggiadria del rilievo collinare, rivestito, un tempo interamente, da un manto alboreo, tra cui pini e gelsi e querce: questa favorevole combinazione di fattori ambientali ha dato luogo ad un clima particolarmente benevolo della località, un tempo adibita a luogo di villeggiatura dotato di alberghi, ad esempio lo storico Respiro. Anticamente era chiamato "Monte Bello".

## Storia ed evoluzione

### L'Ospedale Psichiatrico
Il nosocomio aprì il servizio il 1° agosto 1865 quando vennero trasferiti nello storico palazzo Crivelli-Pusterla i primi trenta ammalati dall'ospedale della Senavra di Milano.
Una parte dell'ospedale fu poi intitolato al noto psichiatra Giuseppe Antonini, che ne fu anche direttore sanitario. Una seconda parte in seguito venne ristrutturata per ospitare i minorenni affetti da patologie psichiatriche e venne intitolata a Giuseppe Corberi, che aveva dedicato gran parte della sua attività di studio e lavoro ai fanciulli ricoverati.
Il manicomio Antonini-Corberi è rimasto pienamente attivo, impiegando fino a 3.000 unità di sanitari e arrivando a contenere più di 1.000 ospiti, solo fino all'approvazione della legge Basaglia; gli ammalati, che all'epoca non trovarono accoglienza né presso le famiglie né presso altre strutture sanitarie, sono ancora ospitati in un padiglione, che è posto in via Napoleone Buonaparte ed in un reparto all'interno del Corberi, che ha continuato ad occuparsi dei minorenni. Era il più esteso ospedale psichiatrico italiano, misurando 40,000 m2. Il nosocomio ha ricoverato, tra gli altri, Benito Albino Dalser (figlio illegittimo di Benito Mussolini), il pittore Gino Sandri ed il fotografo e cineasta Luca Comerio.

### LaVilla Pusterla-Crivelli

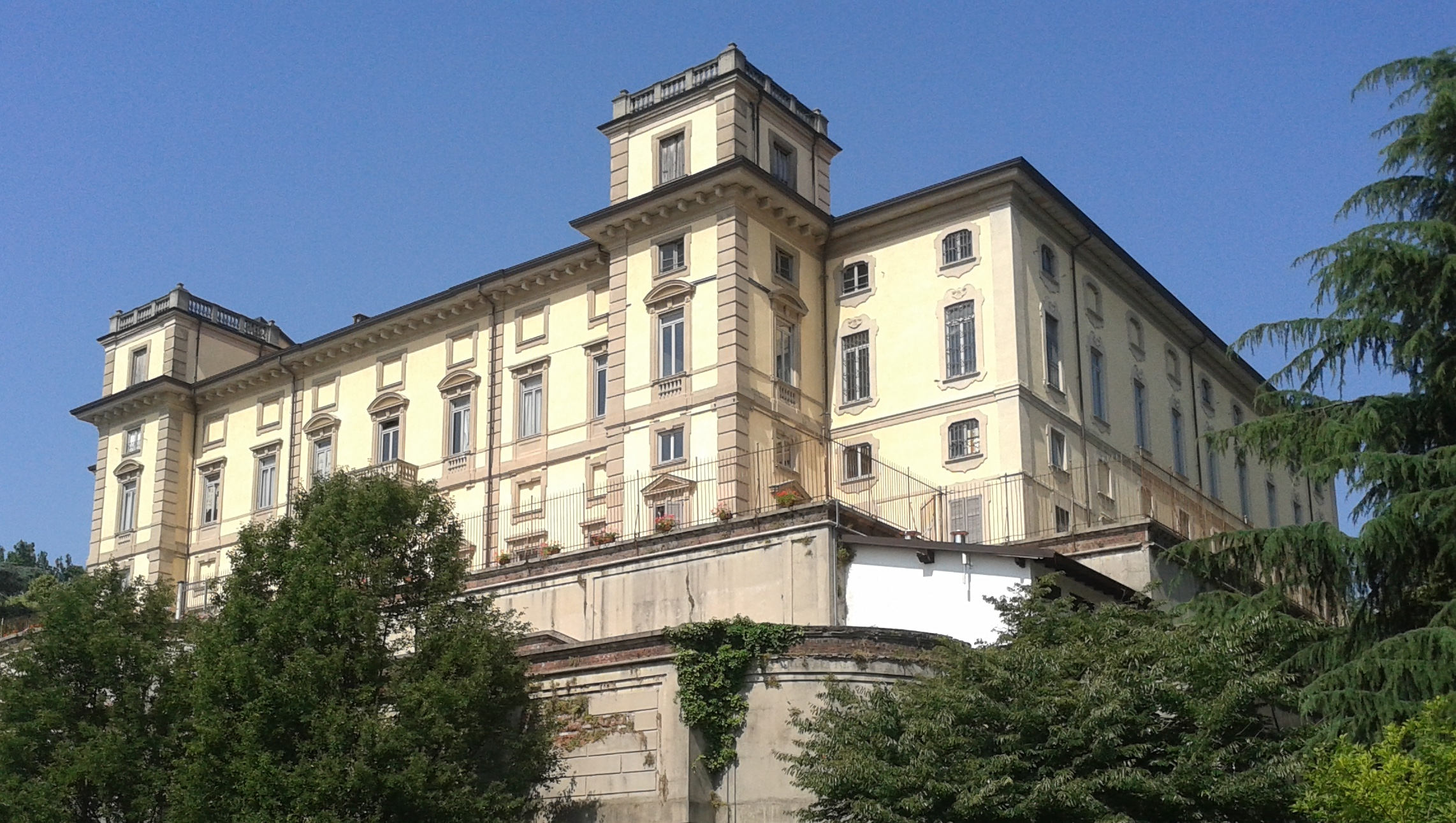
Palazzo Crivelli-Pusterla visto da est

Il palazzo che ancora oggi si affaccia con i suoi due torrioni dalla collina di Mombello sul territorio di Bovisio Masciago apparteneva dal secolo XIV ai nobili Pusterla, come viene riferito nella "Storia di Milano dall'origine ai nostri giorni e cenni storico-statistici sulle città e province lombarde" di Francesco Cusani (1861).Nel  1719 fu venduta alla famiglia Arconati e poi dopo un trentennio al senatore Crivelli, che non sarebbe appartenuto, secondo il Cusani, alla famiglia brianzola dei patrizi e feudatari Crivelli.Nel 1754 sul fianco nord del Palazzo fu aperto un oratorio dedicato a San Francesco d'Assisi.
La villa nel 1797 ospitò Napoleone Buonaparte e la sua corte. Vi giunse anche Giuseppina Beauharnais, sua moglie. Il 14 giugno 1797 Elisa Buonaparte con Felice Baciocchi  e Paolina Buonaparte con il Generale di Brigata Vittore Emanuele Le Cler si sposarono  nella chiesina/oratorio di San Francesco di Mombello, alle ore tre di notte; le nozze furono celebrate dal parroco di Bovisio, don Giuseppe Maria Brioschi, che aveva ricevuto dall'arcivescovo di Milano Filippo Visconti le  necessarie dispense per la cerimonia notturna e senza pubblicazioni.  Assistettero alla funzione la mamma Letizia Ramorino e la sorella Maria Annunziata, che si sarebbe sposata con Gioachino Murat e poi sarebbe stata regina a Napoli, nonché i fratelli di Napoleone, Luigi che sarebbe diventato padre di Napoleone III e Giuseppe, il futuro re di Spagna. 

### L'area ospedaliera
L'area ospedaliera, interamente recintata, che comprendeva una serie di padiglioni ospitatati in uno splendido parco, è nota per essere stata utilizzata ai fini della applicazione di terapie di avanguardia come fattoria modello e come reparti di lavoro per il recupero degli ammalati. La struttura racchiudeva due campi di calcio, dove settimanalmente avvenivano incontri tra ricoverati e non, medici, infermieri e abitanti di Mombello.
Tale territorio ospedaliero ha conservato la sua vocazione socio-sanitaria accogliendo ad oggi:
- Centro Umberto Fazzone]con le sue strutture residenziali Alba di Bacco[8]e Timone D'Acete, entrambe orientate al trattamento riabilitativo per alcol e poli-dipendenti.

- Un Centro di Accoglienza Straordinaria (CAS), in via Buonaparte, 2.

- Il centro AVIS Vittorio Formentano, in via Buonaparte, 2.
- La sede del centro di addestramento dei cani guida per non vedenti dei Lions,
- Una Casa di Comunità[9].
- La sede della Croce d'Argento, per il trasporto/soccorso di ammalati.
- Un polo scolastico della provincia MB che comprende l'Istituto Agrario Castiglioni, che usufruisce dei campi della antica fattoria modello e delle sue strutture accessorie (stalle, aree di coltivazione protetta, ecc.) e l'Istituto PACLE Morante.
- Una sede SER-D per il recupero dalle dipendenze, in Via Montegrappa n. 40.
- La Stazione dei Carabinieri di Limbiate.

La Chiesa principale dell'Ospedale Antonini è stata destinata a sede della PAROHIA ORTODOXA ROMANA Sf.BRETANION si SF.CUV.PARASCHEVA, in Via Montegrappa n. 40.
Con la chiusura dell'Ospedale Psichiatico Antonini, la Provincia di Milano, che era all'epoca proprietaria del complesso, ha lasciato incostuditi la gran parte dei padiglioni, che sono stati vandalizzati; solo da alcuni anni sono stati chiusi al pubblico.

### L'area extra ospedaliera
A fianco agli Ospedali Antonini e Corberi, insisteva una vasta area riservata ad alloggiare i lavoratori dell'Ospedale - e prima ancora le guarnigioni dei soldati di stanza alla Villa - nonché uno spazio allestito in epoca fascista come campo di addestramento per la pratica di sport ginnici e campestri, contenente campi da tennis, campi da bocce ed una sala teatro, una palestra e una sala musica, per il dopo lavoro degli addetti all'Ospedale. Tale area ricomprendeva, ai confini nord dell'abitato, un laghetto artificiale, di forma circolare, chiamato "Laghettone", utilizzato come peschiera ai tempi della Villa Crivelli-Pusterla, e poi come luogo di pesca dilettantistica.
È attualmente sede di un Tennis Club, di una Associazione di Scout e di un campo sportivo per il gioco del calcio, nonché di strutture di comunità per la cura ed il recupero di disabili, tra cui Emmaus, Cooperativa di Solidarietà Sociale.

## Infrastrutture e trasporti
Mombello è stato, dal 1920 al 2022, capolinea settentrionale dalla tranvia Milano-Limbiate, gestita dall'ATM, che collegava il capoluogo lombardo a Limbiate percorrendo la strada provinciale 44. Il capolinea meridionale della tranvia, sito in origine a Milano in via Arnaldo da Brescia, venne spostato sempre più a nord con la costruzione e prolungamento della linea metropolitana M3, dapprima (nel 1999) nel quartiere Affori e poi (nel 2011) nel quartiere Comasina presso il nuovo capolinea della M3. Il 30 settembre 2022 ATM ha soppresso il traffico sulla linea in attesa di futuri lavori di ammodernamento e di una possibile riconversione della linea in una moderna metrotranvia.
La strada provinciale 175, unisce Mombello e Bollate, la strada provinciale 173 invece collega Mombello a Triuggio, inoltre la frazione è attraversata dalla SS527 Bustese (Monza-Saronno).
Infine alcune linee di autobus, gestite da Airpullman e Autoguidovie, collegano Mombello ai comuni limitrofi anche a servizio del polo scolastico provinciale.